# فالتر أولبريشت
فالتر أولبريشت (30 يونيو 1893 - 1 أغسطس 1973) سياسي ألماني شيوعي. أحد أبرز قادة ألمانيا الشرقية في الفترة ما بين 1950 و1971. أول أمين عام لحزب الوحدة الاشتراكي الذي كان يحكم جمهورية ألمانيا الديمقراطية من 1949 حتى 1990.
بدأ أولبريشت حياته السياسية خلال الإمبراطورية الألمانية، عندما انضم لأول مرة إلى الحزب الديمقراطي الاشتراكي الألماني (إس بّي دي) في عام 1912، والحزب الاشتراكي الديمقراطي المستقل المناهض للحرب العالمية الأولى في ألمانيا (يو إس بّي دي) في عام 1917 وفر من الجيش الإمبراطوري الألماني في 1918. انضم إلى الحزب الشيوعي الألماني في عام 1920 وأصبح موظفًا قياديًا في الحزب، وخدم في لجنته المركزية من عام 1923. بعد استيلاء النازيين على ألمانيا في عام 1933، عاش أولبريشت في باريس وبراغ من عام 1933 إلى عام 1937 وفي الاتحاد السوفيتي من عام 1937 إلى عام 1945.
بعد نهاية الحرب العالمية الثانية، أعاد أولبريشت تنظيم الحزب الشيوعي الألماني في منطقة الاحتلال السوفيتي على طول الخطوط الستالينية. لعب دورًا رئيسيًا في الاندماج القسري للحزب الشيوعي الألماني والحزب الديمقراطي الاشتراكي الألماني في حزب الوحدة الاشتراكي الألماني (إس إي دي) في عام 1946. وأصبح الأمين الأول لحزب إس إي دي والزعيم الفعال لألمانيا الشرقية التي تأسست مؤخرًا في عام 1950. قمعت قوات الاحتلال السوفيتي بعنف انتفاضة 1953 في ألمانيا الشرقية في 17 يونيو 1953، بينما اختبأ أولبريشت في مقر الجيش السوفيتي في برلين كارلشورست. انضمت ألمانيا الشرقية إلى حلف وارسو الذي كان يسيطر عليه الاتحاد السوفيتي عند تأسيسه في عام 1955. وترأس أولبريشت القمع الكامل للحقوق المدنية والسياسية في دولة ألمانيا الشرقية، التي كانت تعمل كدكتاتورية خاضعة للحكم الشيوعي منذ تأسيسها في عام 1949 وما بعده.
فشل تأميم صناعة ألمانيا الشرقية تحت حكم أولبريشت في رفع مستوى المعيشة إلى مستوى مماثل لمستوى ألمانيا الغربية. وكانت النتيجة هجرة جماعية، حيث فر مئات الآلاف من الأشخاص من البلاد إلى الغرب كل عام في الخمسينيات من القرن العشرين. عندما أعطى رئيس الوزراء السوفيتي نيكيتا خروتشوف الإذن ببناء جدار لوقف التدفق الخارج في برلين، بنى أولبريشت جدار برلين في عام 1961، ما أثار أزمة دبلوماسية ونجح في الحد من الهجرة. أدت إخفاقات النظام الاقتصادي الجديد وإخفاقات النظام الاقتصادي الاشتراكي إلى تقاعد أولبريشت القسري من عام 1963 إلى عام 1970 «لأسباب صحية» واستبداله كأمين أول في عام 1971 من قبل إريش هونيكر بموافقة الاتحاد السوفيتي. أصيب أولبريشت بسكتة دماغية وتوفي في عام 1973.

## السنوات الأولى
ولد أولبريشت في مدينة لايبزيغ من ولاية ساكسونيا في ألمانيا الشرقية. كان والده يعمل خياطا. بعد أن أمضى أولبريشت ثمان سنوات في الدراسة الابتدائية ترك المدرسة. بعدها اتجه إلى العمل الحرفي واشتغل بالنجارة. كان والداه نشطان في المجال السياسي ومنضمان إلى الحزب الديمقراطي الاجتماعي الألماني. وانضم ابنهما فالتر أولبرخت للحزب عام 1912.

## فترة الحرب العالمية الأولى
شارك اولبرشت في الحرب العالمية الأولى من عام 1915 إلى 1917. وكان مشاركا في مناطق القتال في غاليسيا (أوروبا الوسطى) التابعة للجبهة الشرقية وشارك كذلك في حملة البلقان.
وقبل نهاية الحرب العالمية بعام في 1917 انسحب من جبهة القتال. وقد كان اولبرشت في الاصل معارضا للحرب منذ البداية. اثر ذلك سجن اولبرشت في مدينة شارلوروا في بلجيكا. ثم أطلق سراحه في 1918 في أثناء الثورة الألمانية المسماة بثورة نوفمبر.
في 1917 أصبح عضوا في الحزب الاشتراكي الديمقراطي المستقل وهو حزب سياسي انشق عن الحزب الديمقراطي الاجتماعي. لم يعش هذا الحزب طويلا في ألمانيا خلال الرايخ الألماني الثاني أو ما يسمى جمهورية فايمار. وكان سبب الانشقاق هو دعم الحزب الام لمشاركة ألمانيا في الحرب العالمية الأولى.
انضم لثوار ثورة نوفمبر 1918. ثم عضوا في الحزب الشيوعي الألماني في 1920 وتدرج في مناصب الحزب حتى انضم للجنته المركزية في 1923. التحق أولبرخت بمعهد لينين الدولي التابع للكومنترن في موسكو عام 1925.
تم انتخابه للبرلمان عن ولاية ساكسونيا عام 1926. وأصبح عضوا في مجلس النواب ممثلا لولاية وستفاليا من 1928 إلى 1933. واولبرشت رئيس للحزب الشيوعي في برلين منذ 1929.

## الحقبة النازية
بعد اعتقال رئيس الحزب الشيوعي الألماني ارنست ثالمان تم تعيين أولبريشت قائدا للحزب.
نُفي اولبرشت إلى باريس ثم إلى براغ من 1933 وحتى 1937. ثم قضى فترة في إسبانيا أثناء الحرب الأهلية الأسبانية. ثُم انتقل إلى الاتحاد السوفيتي من عام 1937 إلى 1945.
خلال فترة التحالف بين ألمانيا والاتحاد السوفيتي بين عامي 1939 و1941 كان اولبرشت مدافعا ومنافحا عن هذه العلاقة بين ألمانيا والاتحاد السوفيتي وفي نفس الوقت منتقداً بريطانيا وفرنسا بسبب معاداتهم للاتحاد السوفيتي.
خلال الاجتياح الألماني للاتحاد السوفيتي كان اولبرخت من ضمن الشيوعيين الالمان الذين بثوا الدعاية السياسية الروسية الموجهة للالمان. واستجوبوا الضباط الالمان الذين كان يتم القبض عليهم من قبل الروس.
عام 1945 يوم انهزم النازيون قاد اولبرشت جماعته متوجهاً لألمانيا من جديد لإعادة بناء الحزب الشيوعي الألماني على خطى ستالين.

## رئاسة ألمانيا الشرقية
بوفاة فيلهلم بيك أصبح أولبرشت قائداً للدولة والحزب. وفي عهده بدأ العمل لبناء جدار برلين. هلل أولبريشت لاجتياح القوات السوفيتية لبراغ عاصمة تشيكوسلوفاكيا وكان جيشه يقدم مساعدات عسكرية للقوات الروسية مما أعطاه صفة حليف السوفيت على عكس الروماني نيكولاي شاوسيسكو الذي أدان العملية.

## روابط خارجية
- فالتر أولبريشت على موقع IMDb (الإنجليزية)
- فالتر أولبريشت على موقع الموسوعة البريطانية (الإنجليزية)
- فالتر أولبريشت على موقع مونزينجر (الألمانية)
- فالتر أولبريشت على موقع ميوزك برينز (الإنجليزية)
- فالتر أولبريشت على موقع إن إن دي بي (الإنجليزية)
- فالتر أولبريشت على موقع ديسكوغز (الإنجليزية)
- فالتر أولبريشت على موقع قاعدة بيانات الفيلم (الإنجليزية)
- فالتر أولبريشت على موقع كينوبويسك (الروسية)